# Jatka La Villette

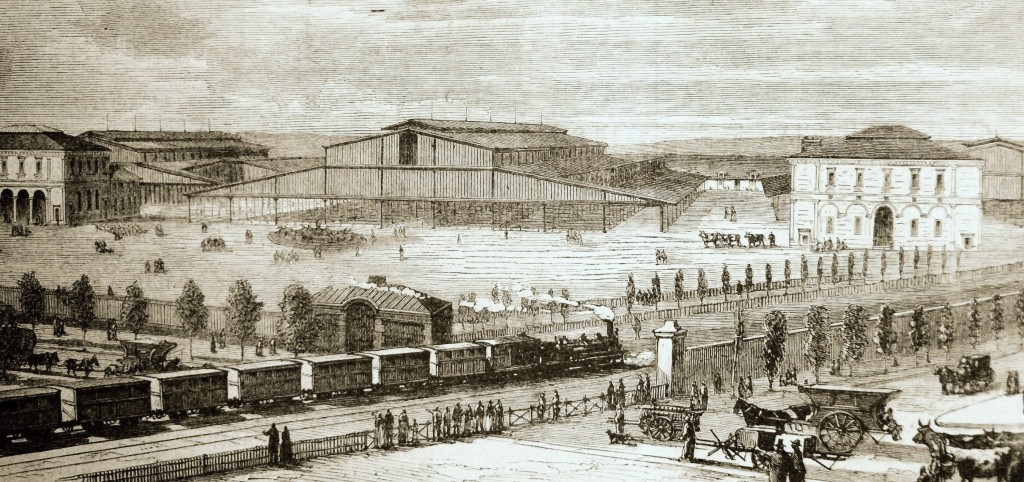
Dobytčí trh La Villette v roce 1867.

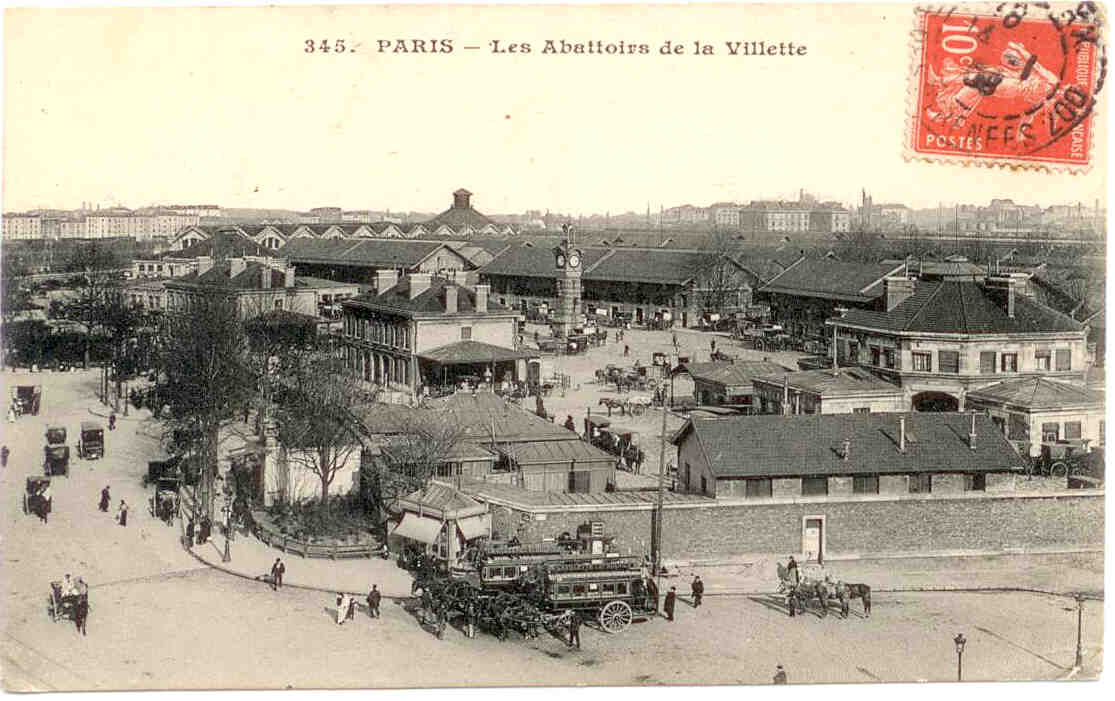
Jatka v La Villette kolem roku 1900.

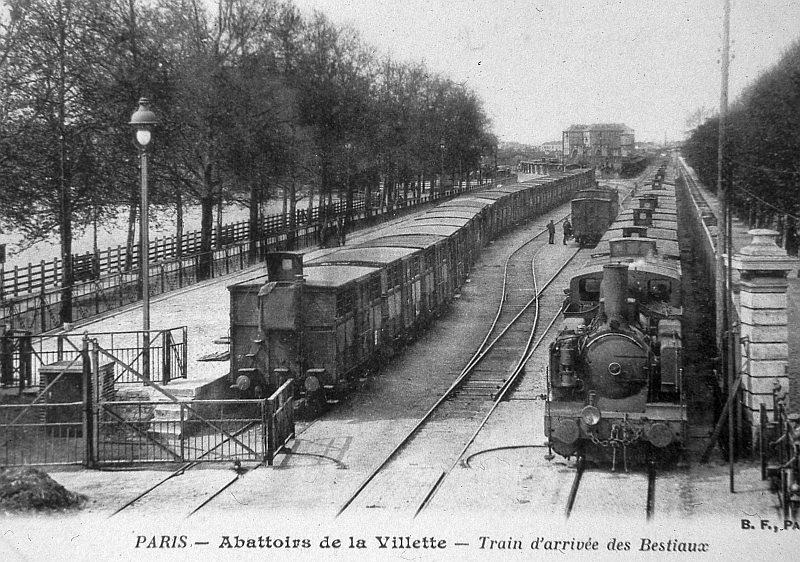
Dobytčí vlaky ve stanici Paris-Bestiaux kolem roku 1900.

Jatka La Villette (abattoirs de la Villette), známá také jako dobytčí trh La Villette (marché aux bestiaux de la Villette) byla jatka a dobytčí trh v Paříži. Na jejich místě se rozkládá Parc de la Villette.

## Historie
V roce 1859 bylo rozhodnuto vytvořit jatka a trh s dobytkem v La Villette, který měl nahradit pět velkých jatek (Montmartre, Ménilmontant, Roule na pravém břehu a Grenelle a Villejuif na levém břehu), vytvořené císařským výnosem z 9. února 1810 a několik menších jatek. Trh s dobytkem převzal kontrolu v Poissy a Sceaux.
Dobytčí trh vznikl mezi kanálem Ourcq, dnešní Avenue Jean-Jaurès a městskými hradbami. Jatka byla zřízena na druhé straně kanálu mezi opevněním, kanálem Saint-Denis a Rue de Flandre (dnes Avenue Corentin-Cariou).
Volba místa umožnila oddálit nová jatka od centra města.
Práce začaly v roce 1864 a byly dokončeny v roce 1867. Většina budov je dílem architekta Julese de Mérindol (1815-1888), kterému pomáhal Louis-Adolphe Janvier.
Zařízení mělo k dispozici dvě železniční stanice umístěné na odbočce linky Petite Ceinture - stanice Paris-Bestiaux, jižně od kanálu Ourcq, na úrovni dobytčího trhu a stanice Paris-Abattoirs, severně od kanálu, na úrovni samotných jatek. Celý areál - jatka, tržnice a stanice - zabíral 39 hektarů.
V roce 1900 byla v La Villette uspořádána Všeobecná zemědělská soutěž.
Dne 21. dubna 1918 za první světové války, v jatkách explodoval granát vystřelený velkou Bertou.
V roce 1948 bylo zjištěno, že tři pracovníci na jatkách v La Villette zemřeli na leptospirózu a sedmnáct na ni onemocnělo kvůli krysám. V roce 1949 byla jatka v La Villette označena za zchátralá a bylo rozhodnuto o jejich rekonstrukci.
Rekonstrukce jatek v La Villette se však ukázala jako příliš nákladná a stavební práce se neúměrně protahovaly. Nakonec byla pro nedostatek finančních zdrojů zastavena v roce 1967. Byla ustavena vyšetřovací senátní komise, která v roce 1971 konstatovala, že došlo k politické aféře, která zasáhla "pověst a autoritu státu". Vláda se rozhodla projekt zcela ukončit. V roce 1972 bylo potvrzeno, že nový objekt, třípatrový prodejní dům zabírající celkovou plochu 135.000 m2 nebude využit.
Všechny aktivity v místě byly ukončeny k 15. březnu 1974. V té době lokalita zabírala plochu 54 hektarů.
Kromě velké haly - Halle aux Bœufs (bývalá hala pro voly) a několika dalších prvků, jako je fontána Núbijských lvů (která sloužila jako napajedlo pro dobytek), byla většina budov zbourána. Ze dvou malých hal u Halle aux Bœufs byla v roce 1980 zbořena Halle aux Veaux (hala krav), zatímco Halle aux Moutons (hala ovcí) byla v roce 1986 rozebrána a zakoupena departementem Seine-Saint-Denis s myšlenkou na přemístění. K tomu však nedošlo a různé části konstrukce zůstaly uloženy v Dammarie-les-Lys v Seine-et-Marne. Železobetonovou konstrukci nedokončeného objektu hlavní prodejní haly architekt Adrien Fainsilber částečně zachoval pro stavbu Cité des sciences et de l'industrie, které bylo otevřeno v roce 1986.
V prostoru jatek vznikl Parc de la Villette, Cité de la musique, Philharmonie de Paris, Cité des sciences et de l'industrieCité des sciences et de l'industrie, Zénith de Paris, Cabaret Sauvage aj.

## Zachovalé budovy bývalých jatek
Ze samotných jatek nezbylo nic. Na druhé straně kanálu se v Parc de la Villette se zachovalo několik pozůstatků původního dobytčího trhu, z nichž některé jsou zapsané mezi historické památky.
- Grande halle de La Villette, bývalá dobytčí hala. Byla největší ze tří prodejních hal pro dobytek a jediná, která si zachovala své původní umístění.
- Pavillon de la Bourse, vlevo od Grande halle, bývalý dobytčí trh, dnes Théâtre Paris-Villette.
- Pavillon Janvier (Janvierův pavilon), vpravo od Grande halle, bývalá administrativní budova.
- Pavilon Charolais, za Grande halle, bývalá kantýna.
- Pavillon Models, za Grande halle.
- Fontána Núbijských lvů u Grande halle, postavená v roce 1811 původně pro Place du Château-d'Eau, a instalována v roce 1867 na nádvoří dobytčího trhu, kde sloužila jako napajedlo.
- Maison de la Villette, na straně Porte de la Villette, bývalá tavírna tuku.
- Staré hodiny, na straně Porte de la Villette, z roku 1877.

## Jatka v umění a literatuře
- V roce 1929 pořídil fotograf Éli Lotar sérii o jatkách v La Villette, publikovanou v několika dobových časopisech, včetně avantgardního časopisu Documents.
- V roce 1948 měl premiéru dokumentární film Le Sang des bêtes, režie Georges Franju.
- V roce 1954 napsal Boris Vian píseň Les Joyeux Bouchers, kde je zmínka o jatkách v La Villette.
- V roce 1968 v písni Il est cinq heures, Paris s'éveille Jacques Dutronc zmiňuje jatka.
- V roce 2008 Thomas Fersen v písni Formol z alba Trois petits tours zmiňuje jatka.
- Guillaume Prévost ve svém románu Le Bal de l'équarrisseur vydaném v roce 2011 a odehrávajícím se v roce 1919 umísťuje část děje na jatka v La Villette. První oběť vraha je objevena mezi mršinami prasat.